# Odó Hurtado
Odó Hurtado Martí (Barcelona 1902 - 1965) fue un abogado y escritor español, hijo del político Amadeu Hurtado. 

## Biografía
Estudió derecho en la Universidad de Barcelona y militó en Acció Catalana. Al proclamarse la Segunda República Española fue elegido concejal del Ayuntamiento de Barcelona y nombrado teniente de alcalde. Al acabar la guerra civil española se exilió primero a Francia y más tarde se estableció en México, donde trabajó como dependiente de librería y más tarde subdirector del Banco de la Propiedad. 
Colaboró asiduamente en la revista cultural Pont Blau y publicó cuentos. Su narrativa tiene poco en cuenta la vida de exilio y se inspiraba en el mundo social y político conocido antes de la guerra, sobre todo en el ambiente de la burguesía barcelonesa. Volvió intermitentemente a Barcelona, donde publicó algunas novelas y ganó el Premio Narcís Oller de 1954, el Premio Fastenrath de 1957 y fue finalista del Premio Sant Jordi de novela de 1962.

## Obras
- Unes quantes dones (1955)
- L'Araceli Bru (1958)
- Es té o no es té (1958)
- Un mite (1959)
- La condemna (1961)
- Desarrelats (1964)